# Cheniménil
Cheniménil ([ʃənimeˈnil] ) ist eine französische Gemeinde mit 1.227 Einwohnern (Stand: 1. Januar 2022) im Département Vosges in der Region Grand Est. Sie gehört zum Arrondissement Saint-Dié-des-Vosges (bis 2024 Épinal) und ist Mitglied im Gemeindeverband Communauté de communes Bruyères-Vallons des Vosges. Die Bewohner werden Chnérants genannt.

## Geografie
Die Gemeinde Cheniménil liegt zwischen Épinal und Gérardmer in den westlichen Ausläufern der Vogesen.

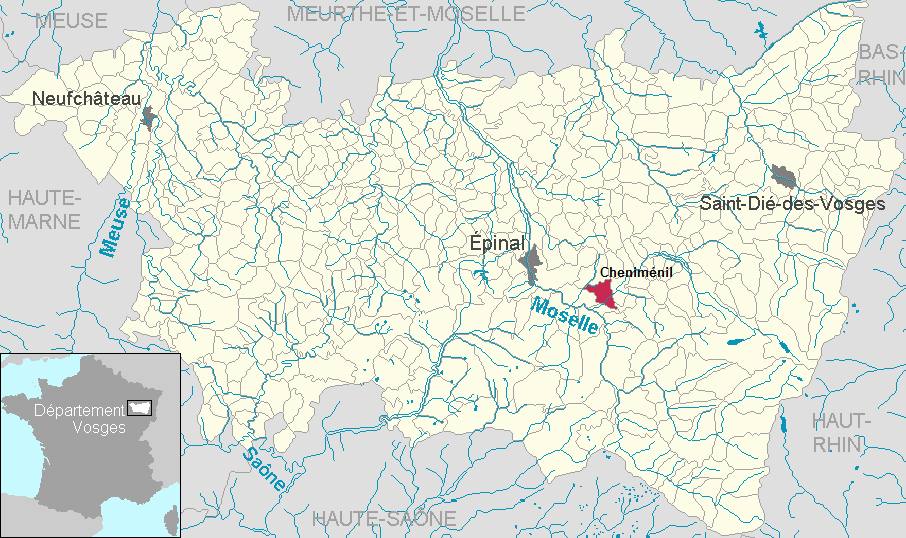
Lage der Gemeinde Cheniménil im Département Vosges

Das Gemeindegebiet von Cheniménil umfasst einen Teil des unteren Volognetales, das hier an der Mündung des Nebenflusses Barba bis zu 1500 Meter breit ist, sowie die bis zu 617 Metern Meereshöhe erreichenden Bergrücken nordwestlich und südöstlich des Volognetales. Die niedrigeren Lagen des 9,36 km² großen Gemeindeareals sind von Wohn- und Gewerbegebieten sowie von landwirtschaftlich genutzten Flächen geprägt. An den Berghängen bis etwa 450 Meter Meereshöhe herrscht Weideland vor, während die oberen Lagen von zusammenhängenden Wäldern bedeckt sind (das südliche Drittel der Gemeinde wird vom Forst Bois de Banis bestimmt).
Zu Cheniménil gehören der Ortsteil La Houlière sowie die Weiler und Einzelhöfe La Ratte, Rain le Boche, Le Ruxelier, Le Battant, La Starpe, Les Cités, Coiniot, Chaugoutte, Le Vieux Ponce, Paxonfête, Les Aulnées und Le Senty. 
Nachbargemeinden von Cheniménil sind Charmois-devant-Bruyères im Norden, Le Roulier im Nordosten (Berührungspunkt), Docelles im Osten, Xamontarupt im Südosten, Jarménil im Süden, Archettes im Westen sowie La Baffe im Nordwesten.

## Geschichte
Im Jahr 1156 taucht der Ort erstmals urkundlich als Chinumasnil auf. Er war Teil der Vogtei Bruyères. Der Ortsname setzt sich aus chênes (Eichen) und Ménil (Weiler, Häusergruppe) zusammen.
Die waldreiche Umgebung und die Wasserkraft der Vologne waren die Hauptvoraussetzungen für eine Holz- und Papierindustrie, die in Cheniménil und der unmittelbar nordöstlich anschließenden Gemeinde Docelles eine lange Tradition aufweisen. Die ältesten, im 16. Jahrhundert errichteten Papiermühlen waren die Papeterie François Hurault, die Papeterie de l’Isle und die Papeterie des Harlachol. Die letzte Wassermühle in Chénimenil war eine Getreidemühle, die bis Mitte des 19. Jahrhunderts in Betrieb war. In Docelles schloss im Jahr 2014 die letzte Papierfabrik (Papeteries de Docelles), die zum finnischen UPM-Kymmene-Konzern gehörte.
Die Spinnerei in Cheniménil war lange der größte Arbeitgeber im Ort, sie schloss im Jahr 2006 wegen des internationalen Konkurrenzdrucks.

### Bevölkerungsentwicklung
| Jahr      | 1962 | 1968 | 1975 | 1982 | 1990 | 1999 | 2006 | 2013 | 2021 |
| Einwohner | 1247 | 1195 | 1145 | 1182 | 1131 | 1231 | 1173 | 1192 | 1245 |

In den Jahren 1954 und 1962 wurden mit je 1247 Bewohnern die bisher höchsten Einwohnerzahlen ermittelt. Die Zahlen basieren auf den Daten von cassini.ehess und INSEE.

## Sehenswürdigkeiten

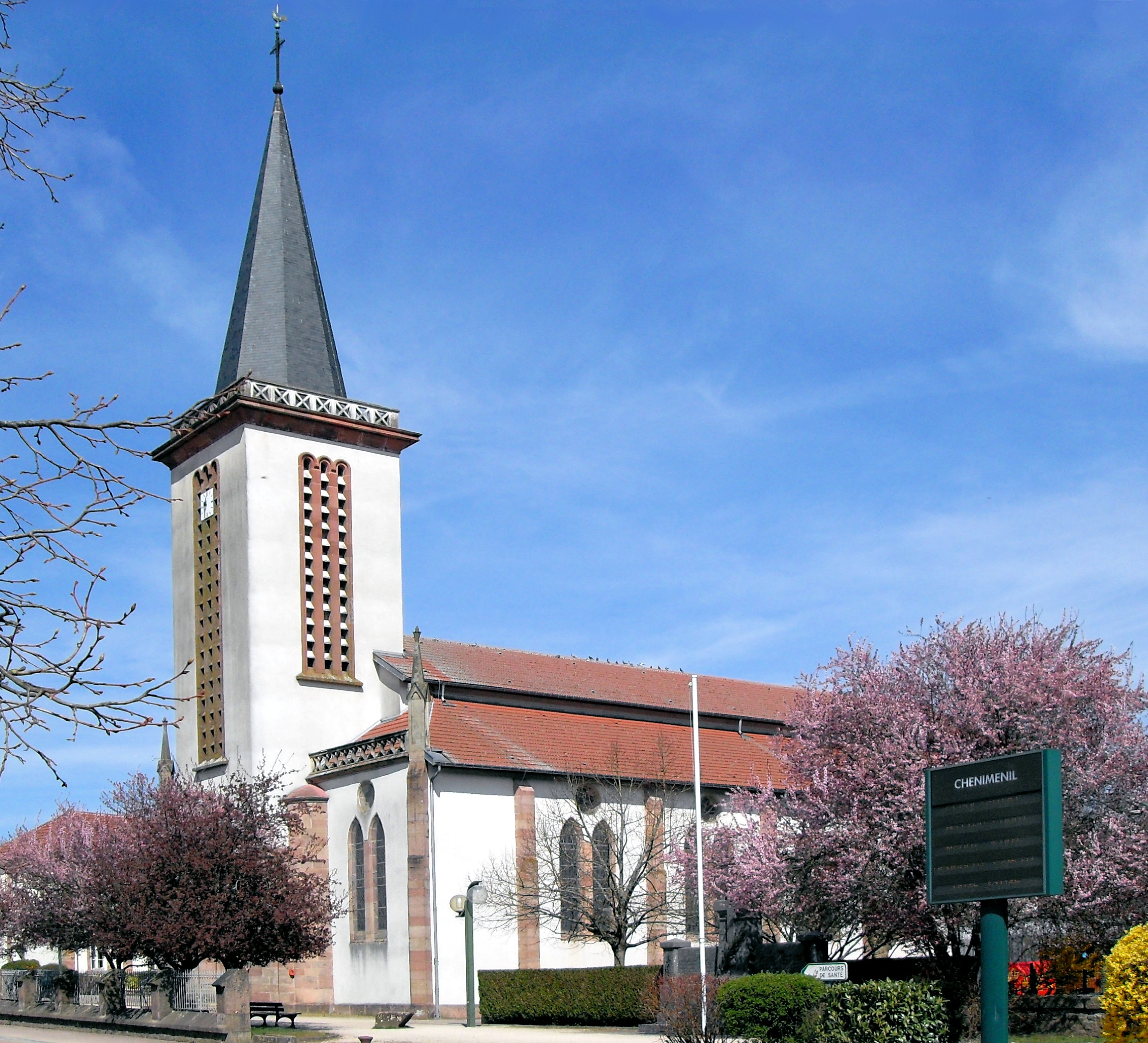
Kirche Johannes der Täufer in Cheniménil

- Kirche Johannes der Täufer (Église Saint-Jean-Baptiste), 1860 errichtet und 1945 renoviert

## Wirtschaft und Infrastruktur
In Cheniménil haben sich Handwerks-, Handels- und Dienstleistungsbetrieben niedergelassen, darunter eine Möbelfabrik und zwei Autowerkstätten. In der Gemeinde sind 13 Landwirtschaftsbetriebe ansässig (Milchwirtschaft, Rinderzucht, Imkerei). Darüber hinaus ist die Gemeinde Grundschulstandort.
Die Départementsstraße 11 von Épinal nach Le Tholy (als Teil der Fernstraße Épinal-Colmar) führt als nördliche Umgehung an Cheniménil vorbei. In Nord-Süd-Richtung durchquert die Départementsstraße 159bis (Rambervillers-Pouxeux) die Gemeinde. An der östlichen Gemeindegrenze zu Docelles liegt der Haltepunkt Cheniménil-Docelles an der von der TER Lorraine betriebenen Bahnlinie Arches-Saint-Dié.

## Persönlichkeiten
- Emmanuelle Riva (1927–2017), französische Schauspielerin, geboren in Cheniménil

## Belege
1. ↑  Cheniménil auf vosges-archives.com. (pdf; 125 kB) Archiviert vom Original am 3. März 2016; abgerufen am 19. Dezember 2011 (französisch).
2. ↑  chenimenil.pagesperso-orange.fr/histoire
3. ↑  2014
4. ↑  Artikel auf usinenouvelle.com. Abgerufen am 19. Dezember 2011 (französisch).
5. ↑  Cheniménil auf cassini.ehess
6. ↑  Cheniménil auf INSEE
7. ↑  Landwirtschaftsbetriebe auf annuaire-mairie.fr (französisch)